# Stazione di Collarmele
La stazione di Collarmele è la stazione ferroviaria a servizio del comune di Collarmele. La stazione è ubicata sulla ferrovia Roma-Pescara.

## Storia
La stazione venne inaugurata nel 1888, in occasione dell'apertura dell'intera linea.

## Strutture e impianti
La gestione degli impianti è affidata a Rete Ferroviaria Italiana, controllata del Gruppo Ferrovie dello Stato.
Il fabbricato viaggiatori si compone di due livelli ma soltanto il piano terra è aperto al pubblico. L'edificio è in muratura ed è tinteggiato di marrone chiaro.
La pianta dei fabbricati è rettangolare.
Il piazzale ferroviario si compone di due binari. Nel dettaglio:
- Binario 1: è un binario su tracciato deviato; viene utilizzato per effettuare gli incroci fra i treni;
- Binario 2: è il binario di corsa.

Tutti i binari sono dotati di banchina e collegati fra loro da una passerella ferroviaria.

## Movimento
Il servizio ordinario è svolto in esclusiva da Trenitalia (controllata del gruppo Ferrovie dello Stato) per conto della Regione Abruzzo.
I treni che effettuano servizio in questa stazione sono di tipo regionale e collegano il paese a Sulmona, Pescara, Avezzano e Roma Tiburtina.

## Servizi
- Sala d'attesa